# Sa’ir
Sa’ir (arab. سعير) – miasto w Autonomii Palestyńskiej (południowy Zachodni Brzeg, muhafaza Hebron). Według danych szacunkowych 1 lipca 2011 roku liczyło 20,3 tys. mieszkańców.